# Błyskawiczna zemsta
Błyskawiczna zemsta (ang. Instant Justice lub Marine Issue) – amerykański film sensacyjny z roku 1986, wyreżyserowany przez debiutanta Craiga T. Rumara do własnego scenariusza. Premiera filmu miała miejsce w październiku 1986 roku.

## Zarys fabuły
Żołnierz Scott Youngblood (Michael Paré), od pewnego czasu pochłonięty karierą w wojsku, prosi o urlop i przyjeżdża do Madrytu, by pomóc siostrze, Kim, która jest terroryzowana przez właściciela agencji modelek. Na miejscu dowiaduje się, że ta została zamordowana. Zdesperowany brat planuje zemstę na okrutnych bandytach.

## Twórcy
- Reżyseria: Craig T. Rumar
- Scenariusz: Craig T. Rumar
- Produkcja: Craig T. Rumar
- Muzyka: David Kurtz
- Zdjęcia: Douglas F. O'Neons
- Montaż: Pieter Bergema
- Scenografia: Luis Vázquez
- Produkcja wykonawcza: Ian Charles Serra

### Obsada
- Michael Paré jako Scott Youngblood
- Tawny Kitaen jako Virginia
- Peter Crook jako Jake
- Charles Napier jako major Davis
- Eddie Avoth jako Silke
- Scott Del Amo jako Dutch
- Lionel A. Ephraim jako ambasador Gordon
- Maurice E. Aronow jako Shelton
- Aldo Sambrell jako Juan Muñoz (w czołówce jako Aldo San Brell)
- Peter Boulter jako Clarke